# Bartolomeo Mazzuoli

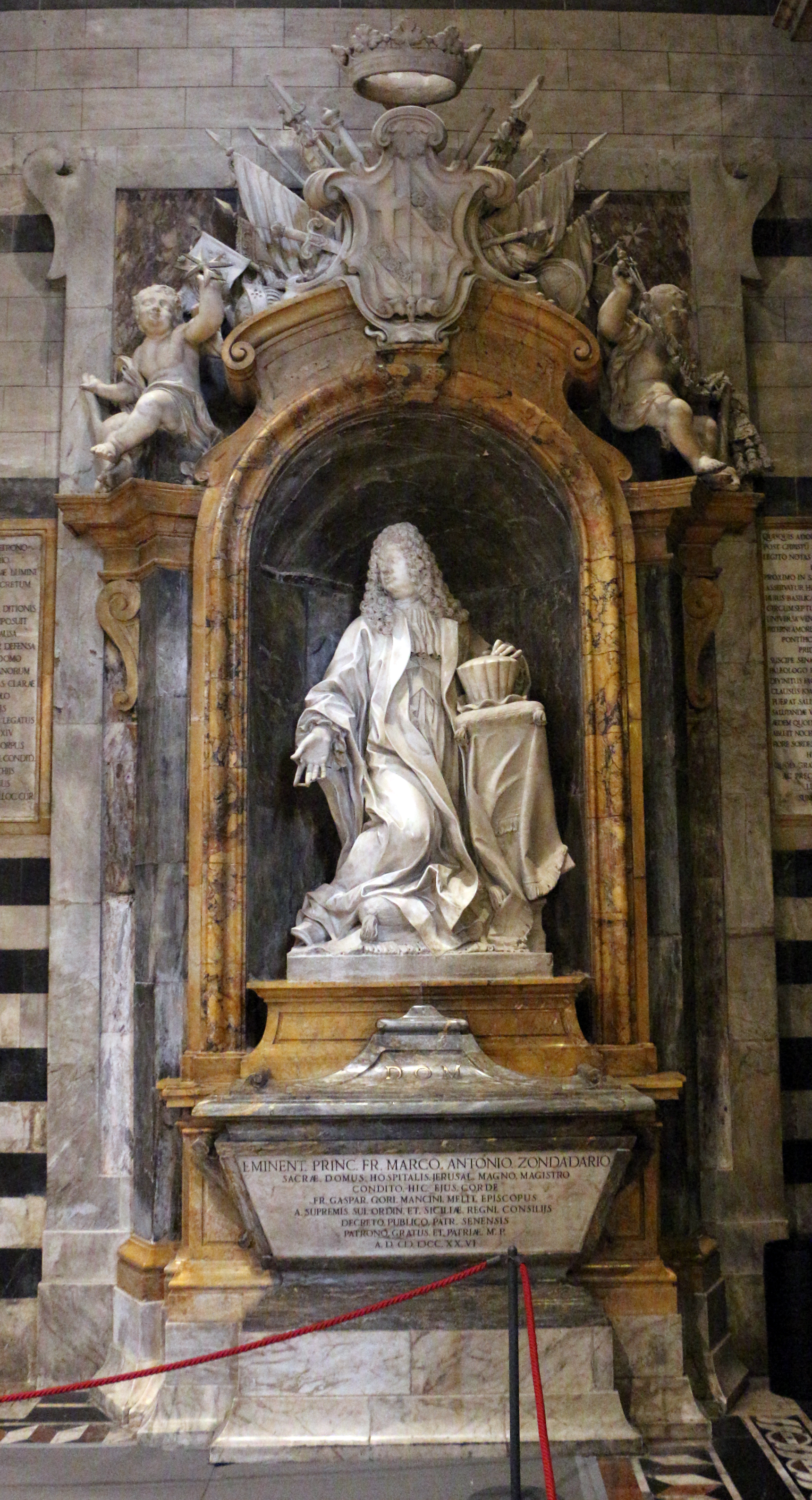
Bartolomeo e Giuseppe Mazzuoli, monumento a Marc'Antonio Zondadari (1723-26), duomo di Siena

Bartolomeo Mazzuoli (Siena, 1674 – Siena, 29 giugno 1749) è stato uno scultore italiano.

## Biografia
Nato in una famiglia di scultori che produsse artisti dal XVII al XIX secolo, iniziò ad apprendere l'arte della scultura dal padre Giovanni Antonio Mazzuoli (1640-1714) e poi dallo zio Giuseppe. Ultimo capobottega dell'impresa di famiglia si specializzò in commissioni per la famiglia Chigi Zondadari per la quale produsse il celebre monumento sepolcrale di Marc'Antonio Zondadari, gran maestro dell'Ordine di Malta, nel duomo di Siena. Fu anche attivo nell'isola di Malta, dove realizzò un monumento nella capitale dell'isola, La Valletta.